# فهد البطل (مسلسل)
فهد البطل هو مسلسل تلفزيوني مصري عُرض في شهر رمضان عام 1446 هـ (1 مارس 2025م)، من بطولة أحمد العوضي، ميرنا نور الدين، عصام السقا، من تأليف محمود حمدان، ومن إخراج محمد عبد السلام.

## قصة المسلسل
تدور الأحداث داخل مصنع رخام في منطقة شق الثعبان، حيث يعمل (فهد) حِرَفيًا بالمصنع، وذلك بعد هروبه من عائلته في الصعيد بسبب تعرضه للظلم، ثم يقع في حب زميلته (كناريا)، لكن المنافسة بينه وبين والدها في سوق الرخام تضع عوائق كبيرة أمام علاقتهما.

## بطولة
- أحمد العوضي: (فهد البطل / حماد الجارحي)
- ميرنا نور الدين: (كناريا)
- أحمد عبد العزيز: (غلاب)
- صفاء الطوخي: (وفاء)
- عصام السقا: (ريكو)
- كارولين عزمي: (راوية / زينب الجارحي)
- لوسي: (فايزة الشبح)
- حمدي هيكل: (شرشابي)
- محمود البزاوي: (توفيق التمساح)
- حمزة العيلي: (نادر التمساح)
- حجاج عبد العظيم: (شوقي - والد كناريا)
- محسن منصور: (شامل أبو حجر)
- محمد مهران: (ضياء)
- محمد درويش (ممثل)
- محمد صلاح آدم: (سامح)
- فريد النقراشي: (صبحي)
- زينة منصور: (بدارة)
- أحمد ماجد: (عمرو غلاب الجارحي)
- حليم الجنيدي: (سعفان)
- عايدة رياض: (حورية - والدة كناريا)
- حلمي فودة: (بكر)
- مجدي إدريس: (حيدر أبو حجر)
- أحمد عبد الله محمود
- مجدي بدر: (هاشم - طليق كناريا)
- عبد الرحمن القليوبي
- محمد أبو داوود: (والد حماد الجارحي)
- محسن منصور: (شامل ابو حجر)
- محمود فارس
- رباب ممتاز: (نوال)
- وائل العوني: (جابر)
- فكري سليم: (الطبيب)
- لاشينة لاشين
- وفاء عامر: (ضيفة شرف)
- شريف البردويلي: (الرائد أحمد حمدي)
- صفوة (عجيبة)
- عزت زين: (عوض)
- ريم عامر: (ولاء)
- محمددرويش